# Salganea perssoni
Salganea perssoni är en kackerlacksart som beskrevs av Roth, L. M. 1979. Salganea perssoni ingår i släktet Salganea och familjen jättekackerlackor. Inga underarter finns listade i Catalogue of Life.